# 群馬県道・埼玉県道18号伊勢崎本庄線
群馬県道・埼玉県道18号伊勢崎本庄線（ぐんまけんどう・さいたまけんどう18ごう いせさきほんじょうせん）は、群馬県伊勢崎市から埼玉県本庄市に至る県道（主要地方道）である。

## 概要

### 路線データ
- 起点[1]：群馬県伊勢崎市今泉町2丁目（市役所東交差点＝国道462号・群馬県道14号伊勢崎深谷線交点、群馬県道24号高崎伊勢崎線終点、群馬県道74号伊勢崎大胡線起点）
- 終点：埼玉県本庄市若泉2,3丁目（若泉2丁目交差点＝国道17号・国道462号交点）

## 歴史
- 時期不明　埼玉県が県道7号伊勢崎本庄線として認定される。
- 1993年（平成5年）5月11日 - 建設省から、県道伊勢崎本庄線が伊勢崎本庄線として主要地方道に指定される[2]。

## 路線状況

### 重複区間
- 群馬県道24号高崎伊勢崎線・群馬県道74号伊勢崎大胡線（起点 - 伊勢崎市連取町・連取元町交差点）
- 国道462号（伊勢崎市八斗島町・八斗島町交差点 - 終点）

### 交差する河川
- 広瀬川（広瀬大橋、伊勢崎市上泉町 - 連取町）
- 大川（境橋、伊勢崎市連取町 - 中町）
- 韮川（菲川橋、伊勢崎市今井町/山王町 - 今井町/堀口町）
- 名称不明（境橋、伊勢崎市堀口町/福島町 - 戸谷塚町/福島町）
- 利根川（坂東大橋、伊勢崎市八斗島町 - 本庄市沼和田）

## 地理

### 通過する自治体
- 群馬県
  - 伊勢崎市
- 埼玉県
  - 本庄市

### 交差する道路
- 国道462号・群馬県道14号伊勢崎深谷線（群馬県伊勢崎市今泉町、起点）
- 群馬県道24号高崎伊勢崎線・群馬県道74号伊勢崎大胡線（群馬県伊勢崎市連取町・連取元町交差点）
- 国道354号（群馬県伊勢崎市中町・今井町北交差点）
- 群馬県道142号綿貫篠塚線（群馬県伊勢崎市堀口町・堀口町交差点）
- 国道462号（群馬県伊勢崎市八斗島町・八斗島町交差点）
- 群馬県道296号八斗島境線（群馬県伊勢崎市八斗島町・坂東大橋北交差点）
- 埼玉県道351号沼和田杉山線（埼玉県本庄市沼和田・沼和田南交差点）
- 国道17号・国道462号（埼玉県本庄市若泉、終点）

### 沿線にある施設など
- 伊勢崎市役所（伊勢崎市今泉町2丁目）
- 伊勢崎市立南小学校（伊勢崎市上泉町）

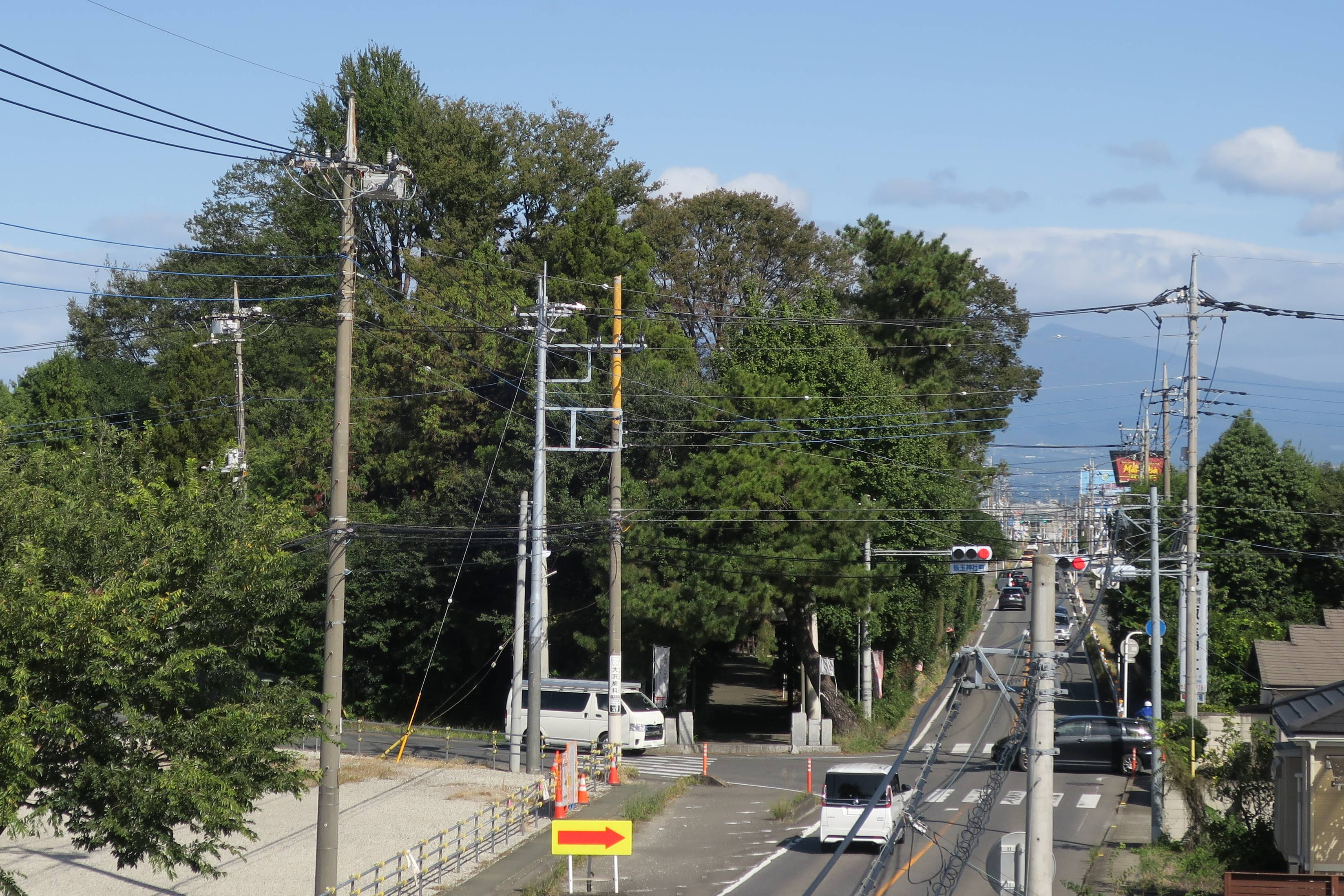
飯玉神社前交差点（群馬県伊勢崎市堀口町）

- 群馬県立伊勢崎清明高等学校（伊勢崎市今泉町2丁目）
- 群馬県立伊勢崎興陽高等学校（伊勢崎市上泉町）
- 上原団地（伊勢崎市山王町）
- 今井県営住宅（伊勢崎市今井町）
- 飯玉神社（伊勢崎市堀口町）
- 伊勢崎市立名和小学校（伊勢崎市堀口町）
- 伊勢崎市立第二中学校（伊勢崎市堀口町）
- 伊勢崎市立坂東小学校（伊勢崎市除ケ町/富塚町）
- 伊勢崎市民プラザ（伊勢崎市富塚町）
- 八斗島工業団地（伊勢崎市富塚町/八斗島町/長沼町）[3]
- 若泉運動公園（本庄市若泉2丁目/小島5,6丁目）